# Lambert van Meerten
Lambertus Anthonij (Lambert) van Meerten (Delft, 29 juli 1842 – Delft, 1 april 1904) was een Nederlandse verzamelaar van kunst en antiek. In zijn testament liet hij vastleggen dat zijn verzameling en huis na zijn dood aan de gemeente Delft moesten toekomen op voorwaarde dat het een museum zou worden. 
Hoewel Lamberts grootvader, Lambertus Antony van Meerten (Arkel, 1769 - Delft, 1855) al actief was als jeneverstoker, lag diens aandacht meer op chemisch-technische experimenten dan op handel. Lamberts vader, Huibert Eliza Van Meerten (1803 -1890), breidde de distilleerderij sterk uit, zelfs in een tijd dat het in die sector slecht ging. Toen Lamberts vader in 1890 stierf pakte Lambert het met zijn broer Volkert nog grootser aan. Dankzij de goedlopende Delftsche Distilleerderij, Gist- en Spiritusfabriek Van Meerten & Zonen was hij zeer vermogend, waardoor hij in staat was zijn verzameling op te bouwen en zich uitsluitend bezig te houden met kunst en muziek. In 1885 stond hij met Paul Tétar van Elven en de kunstenaar Adolf le Comte aan de basis van het muziekgezelschap Musis. Delftse notabelen brachten in dat gezelschap de winteravonden door. Aanvankelijk legde men zich toe op muziek, later werd dat afgewisseld met het bestuderen van prentkunst. Steeds sterker kwam de nadruk te liggen op de toegepaste kunst. Lambert werd er zo door aangestoken dat hij een opleiding tot meubelmaker volgde. Een aantal stoelen in het museum getuigt er nog van. 
Hij verzamelde wat anderen wegdeden bij sloop en verhuizingen. In zijn collectie waren bouwfragmenten aanwezig, die pas tot hun recht zouden komen bij daadwerkelijk gebruik. Daarom liet Van Meerten naar ontwerp van Adolf le Comte en de glazenier Jan Schouten het huis Oud Holland (later bekend als het Huis Van Meerten) bouwen (1892) op de plaats aan de Oude Delft waar het herenhuis Spijkerboor had gestaan. Hij bewoonde het huis met zijn zus Dina van Meerten. Met dit gebouw in neorenaissancistische stijl wilde hij een studieplaats maken voor in kunst geïnteresseerde studenten van de Polytechnische school. In het gebouw zijn houten colonnetten uit 1537 geïntegreerd, die afkomstig waren van het in 1881 afgebroken graanpakhuis aan de Koornmarkt, vroeger Het Wapen van Ceulen, dat na de stadsbrand van 1536 gebouwd werd door burgemeester Willera Jacobsz. Blinckvliet. De colonnetten behoren tot het mooiste renaissance-houtsnijwerk, dat in ons land gemaakt is. 
In 1901 ging Lambert van Meerten door brand in de distilleerderij failliet. Schouten en Le Comte richtten een stichting op die het huis voor enige jaren in eigendom nam. Grote delen van zijn verzameling werden geveild (vooral Delfts aardewerk, ook veel schilderijen, meubelen, porselein, glas en wapens). Zo restte slechts een leeg huis, met alleen de noodzakelijkste verwarmings- en verlichtingselementen. Lambert bezat zelf alleen nog bed en kleding. Er gaan geruchten dat hij in 1904, niet lang na het faillissement, zelfmoord heeft gepleegd. Lambert was altijd ongehuwd gebleven.